# Paulus (oratorio)

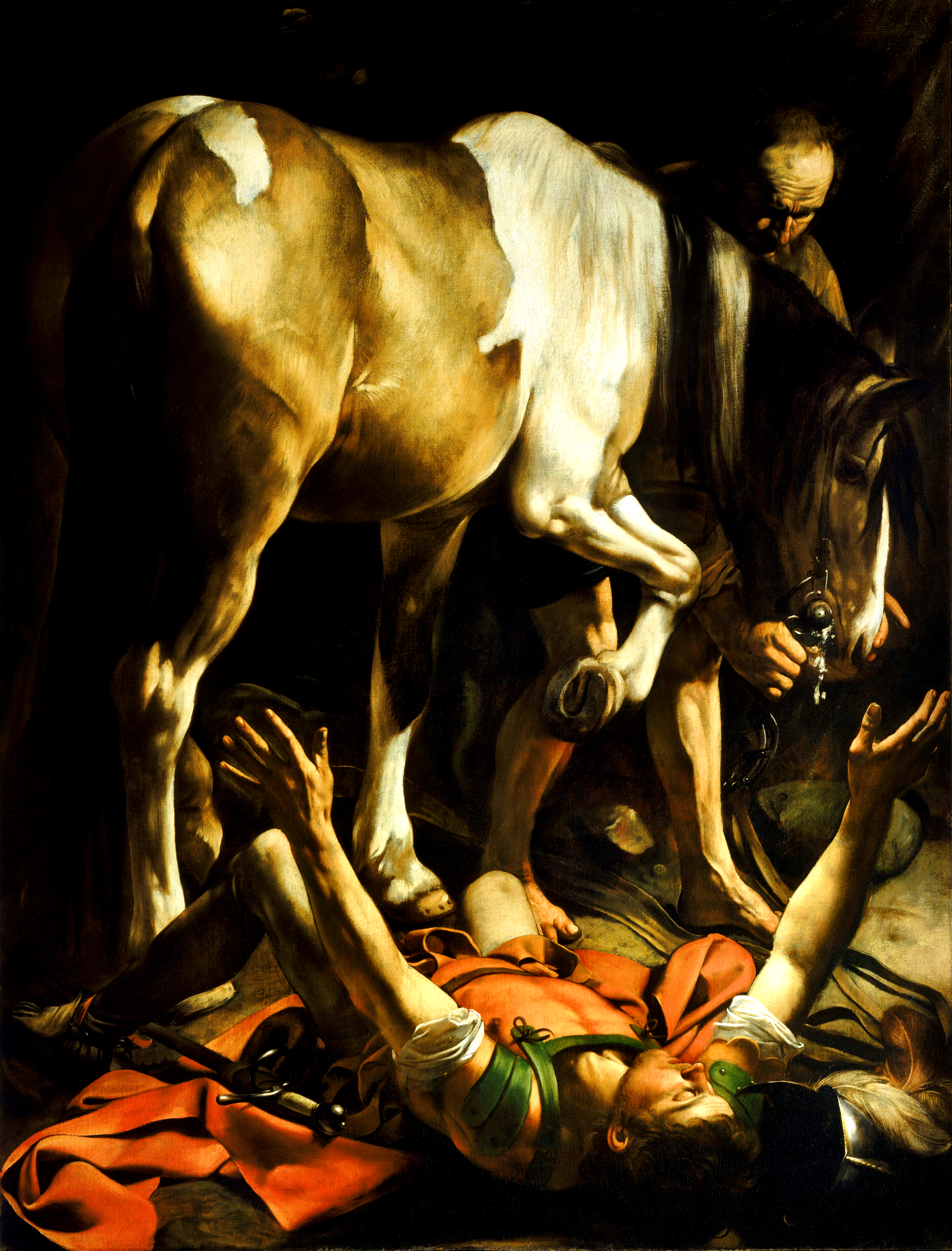
La Conversion de saint Paul par Le Caravage.

Paulus opus 36 (MWV A 14) est un oratorio de Felix Mendelssohn sur un livret du compositeur et du pasteur Julius Schubring d'après des passages du Nouveau Testament et de l'Ancien Testament. Composé entre 1834 et 1836, il fut créé le 22 mai 1836 au Festival de musique du Bas-Rhin de Dusseldorf.

## Voix et Instrumentation
- Soprano
- Mezzo-soprano
- Ténor
- Basse
- Chœur de femmes, Chœur mixte
- 2 flûtes, 2 hautbois, 2 clarinettes, 2 bassons, 1 contrebasson, 4 cors, 2 trompettes, 3 trombones (alto, ténor, basse), serpent, timbales, orgue, cordes.

## Analyse de l'œuvre

### Première partie
1. Ouverture (Thema du Nr. 16 und Fuge)
inspirée de "Wachet auf, ruft uns die Stimme" de Jean-Sébastien Bach que Félix Mendelssohn admirait beaucoup.
2. Chœur („Herr, der du bist der Gott“)
3. Choral („Allein Gott in der Höh’ sei Ehr“)
4. Récitatif et duo („Die Menge der Gläubigen war ein Herz“ / „Wir haben ihn gehört“ / „Und bewegten das Volk“)
5. Chœur („Dieser Mensch hört nicht auf zu reden Lästerworte“)
6. Récitatif avec Chœur („Und sie sahen auf ihn alle“ / „Weg, weg mit dem“)
7. Aria („Jerusalem! Die du tötest die Propheten“)
8. Récitatif et Chœur („Sie aber stürmten auf ihn ein“ / „Steiniget ihn! Er lästert Gott!“)
9. Récitatif et Choral („Und sie steinigten ihn“ / „Dir, Herr, dir will ich mich ergeben“)
10. Récitatif („Und die Zeugen legten ab ihre Kleider“)
11. Chœur („Siehe! Wir preisen selig, die erduldet haben“)
12. Récitatif et Aria („Saulus aber zerstörte die Gemeinde“ / „Vertilge sie, Herr Zebaoth!“)
13. Récitatif et Arioso („Und zog mit einer Schar gen Damaskus“ / „Doch der Herr vergisst die seinen nicht“)
14. Récitatif avec Chœur („Und als er auf dem Wege war“ / „Saul! Was verfolgst du mich?“)
15. Chœur („Mache dich auf! Werde Licht!“)
16. Choral („‚Wachet auf!‘ ruft uns die Stimme“)
17. Récitatif („Die Männer aber, die seine Gefährten waren“)
18. Aria („Gott, sei mir gnädig nach deiner Güte“)
19. Récitatif („Es war aber ein Jünger zu Damaskus“)
20. Aria avec chœur („Ich danke dir, Herr, mein Gott“ / „Der Herr wird die Tränen von allen Angesichtern abwischen“)
21. Récitatif („Und Ananias ging hin“)
22. Chœur („O welch eine Tiefe des Reichtums der Weisheit und Erkenntnis Gottes!“)

### Deuxième partie
23. Chœur („Der Erdkreis ist nun des Herrn“)
24. Récitatif („Und Paulus kam zu der Gemeinde“)
25. Duettino („So sind wir nun Botschafter an Christi statt“)
26. Chœur („Wie lieblich sind die Boten, die den Frieden verkündigen“)
27. Récitatif et Arioso („Und wie sie ausgesandt vom heiligen Geist“ / „Lasst uns singen von der Gnade des Herrn“)
28. Récitatif et Chœur („Da aber die Juden das Volk sahen“ / „So spricht der Herr: ich bin der Herr“ / „Und stellten Paulus nach“)
29. Chœur et Choral („Ist das nicht, der zu Jerusalem verstörte alle?“ / „O Jesu Christe, wahres Licht“)
30. Récitatif („Paulus aber und Barnabas sprachen“)
31. Duo („Denn also hat der Herr geboten“)
32. Récitatif („Und es war ein Mann zu Lystra“)
33. Chœur („Die Götter sind den Menschen gleich geworden!“)
34. Récitatif („Und nannten Barnabas Jupiter und Paulus Mercurius“)
35. Chœur („Seid uns gnädig, hohe Götter!“)
36. Récitatif, Arie und Chor („Da das die Apostel hörten“ / „Wisset ihr nicht?“ / „Aber unser Gott ist im Himmel“)
37. Récitatif („Da ward das Volk erreget wider sie“)
38. Chœur („Hier ist des Herrens Tempel“ / „Steiniget ihn! Er lästert Gott!“)
39. Récitatif („Und sie alle verfolgten Paulus auf seinem Wege“)
40. Cavatine („Sei getreu bis in den Tod“)
41. Récitatif („Paulus sandte hin und ließ fordern die Ältesten“)
42. Chœur et récitatif („Schone doch deiner selbst“ / „Was machet ihr, dass ihr weinet?“)
43. Chœur („Sehet, welch eine Liebe hat uns der Vater erzeiget“)
44. Récitatif („Und wenn er gleich geopfert wird“)
45. Chœur („Nicht aber ihm allein, sondern allen, die seine Erscheinung lieben“)